# Frano Gjini
Frano Gjini (Scutari, 20 febbraio 1886 – Scutari, 11 marzo 1948) fu dapprima vescovo titolare di Semta e abate nullius di Sant'Alessandro a Orosh, poi vescovo di Alessio.

## Biografia
Fucilato dopo la sommossa anticomunista di Postriba, fu dichiarato martire da papa Francesco e proclamato beato nel 2016 insieme ad altri 37 martiri albanesi.

## Genealogia episcopale
La genealogia episcopale è:
- Cardinale Scipione Rebiba
- Cardinale Giulio Antonio Santorio
- Cardinale Girolamo Bernerio, O.P.
- Arcivescovo Galeazzo Sanvitale
- Cardinale Ludovico Ludovisi
- Cardinale Luigi Caetani
- Cardinale Ulderico Carpegna
- Cardinale Paluzzo Paluzzi Altieri Degli Albertoni
- Cardinale Flavio Chigi
- Papa Clemente XII
- Cardinale Giovanni Antonio Guadagni, O.C.D.
- Cardinale Cristoforo Migazzi
- Arcivescovo Michele Leopoldo Brigido
- Arcivescovo Sigismund Anton von Hohenwart, S.I.
- Arcivescovo Augustin Johann Joseph Gruber
- Arcivescovo Franz Xavier Luschin
- Arcivescovo Josip Godeassi
- Vescovo Marko Kalogjera
- Arcivescovo Pasquale Guerini
- Arcivescovo Lazare Mjeda
- Vescovo Frano Gjini